# Космос-800
Космос-800 је један од преко 2400 совјетских вјештачких сателита лансираних у оквиру програма Космос.
Космос-800 је лансиран са космодрома Плесецк, СССР, 3. фебруара 1976. Ракета-носач Р-14 Чусоваја (рус. Чусовая) (8К65, НАТО ознака SS-5 Skean) са додатим степеном је поставила сателит у орбиту око планете Земље. Маса сателита при лансирању је износила 650 килограма. Космос-800 је био војни навигациони сателит.